# Biogéographie microbienne
La biogéographie microbienne est un sous-ensemble de la biogéographie, un domaine qui concerne la distribution des organismes dans l'espace et dans le temps. Bien que la biogéographie se concentre traditionnellement sur les plantes et les grands animaux, des études récentes ont élargi ce domaine pour inclure les schémas de distribution des micro-organismes. Cette extension de la biogéographie à des échelles plus petites - connue sous le nom de «biogéographie microbienne» - est rendue possible par les progrès continus des technologies génétiques.
Le but de la biogéographie microbienne est de révéler où vivent les micro-organismes, à quelle abondance et pourquoi. La biogéographie microbienne peut donc fournir un aperçu des mécanismes sous-jacents qui génèrent et entravent la biodiversité. La biogéographie microbienne permet également de prédire où certains organismes peuvent survivre et comment ils réagissent à des environnements changeants, ce qui la rend applicable à plusieurs autres domaines tels que la recherche sur le changement climatique.

## Histoire
Wladimir Schewiakoff a élaboré en 1893 une théorie sur l'habitat cosmopolite des protozoaires vivant en liberté. En 1934, Lourens Baas Becking, sur la base de ses propres recherches sur les lacs salés de Californie, ainsi que des travaux d'autres savants sur les lacs salés du monde entier,, a conclu que 

« tout est partout, mais l'environnement sélectionne. »

 Baas Becking a attribué la première moitié de cette hypothèse à son collègue Martinus Beijerinck (1913),.
L'hypothèse de Baas Becking sur la distribution microbienne cosmopolite sera plus tard contestée par d'autres travaux,,,.

## Biogéographie des micro-organismes vs macro-organismes
La biogéographie des macro-organismes (c'est-à-dire des plantes et des animaux visibles à l'œil nu) est étudiée depuis le XVIIIe siècle. Pour les macro-organismes, les schémas biogéographiques (c'est-à-dire quels assemblages d'organismes apparaissent à des endroits et à des moments spécifiques) semblent provenir à la fois des environnements passés et actuels. Par exemple, les ours polaires vivent dans l'Arctique mais pas dans l'Antarctique, alors que l'inverse est vrai pour les pingouins ; bien que les ours polaires et les manchots se soient adaptés aux climats froids sur de nombreuses générations (résultat des environnements passés), la distance et les climats plus chauds entre les pôles nord et sud empêchent ces espèces de se propager dans l'hémisphère opposé (résultat des environnements actuels). Cela démontre le modèle biogéographique connu sous le nom d'«isolement avec distance géographique» par lequel la capacité d'une espèce à se disperser physiquement dans l'espace (plutôt que des raisons génétiques sélectives) limite l'aire de répartition géographique sur laquelle elle peut être trouvée.
La biogéographie des micro-organismes (c'est-à-dire des organismes qui ne peuvent pas être vus à l'œil nu, comme les champignons et les bactéries) est un domaine émergent rendu possible par les progrès continus des technologies génétiques, en particulier le séquençage d'ADN moins cher avec un débit plus élevé et qui permet désormais l'analyse de données globales  de biologie microbienne au niveau moléculaire. Il est un sous-domaine de la biogéographie. Lorsque les scientifiques ont commencé à étudier la biogéographie microbienne, ils ont anticipé un manque de modèles biogéographiques en raison de la dispersibilité élevée et de la grande taille des populations de microbes, qui devaient finalement rendre la distance géographique non pertinente. En effet, en écologie microbienne, le dicton souvent répété de Lourens Baas Becking selon lequel « tout est partout, mais l'environnement sélectionne » en est venu à signifier que tant que l'environnement est écologiquement approprié, les barrières géologiques ne sont plus pertinentes. Cependant, les études récentes de biogéographie microbienne remettent en question cette interprétation commune. Des modèles biogéographiques microbiens conteste l'idée que "tout est partout" tout en soutenant l'idée que la sélection environnementale inclut la géographie ainsi que les événements historiques qui peuvent laisser des signatures durables sur les communautés microbiennes.
Les schémas biogéographiques microbiens sont souvent similaires à ceux des macro-organismes. Les microbes suivent généralement des schémas bien connus tels que la relation de décroissance de la distance, la relation abondance-répartition et la règle de Rapoport,. Ces similitudes se produisent malgré les nombreuses disparités entre les micro-organismes et les macro-organismes, en particulier leur taille (micromètres vs mètres), le temps entre les générations (minutes vs années) et la dispersibilité (globale vs locale). Cependant, il existe des différences importantes entre les schémas biogéographiques des micro-organismes et des macro-organismes qui résultent probablement de différences dans leurs processus biogéographiques sous-jacents (par exemple, dérive, dispersion, sélection et mutation). La dispersion est un processus biogéographique important pour les microbes et les organismes plus grands, mais les petits microbes peuvent se disperser sur des distances et des vitesses beaucoup plus grandes en voyageant dans l'atmosphère (pour les animaux plus gros, leur taille limite cette dispersion),. En conséquence, de nombreuses espèces microbiennes peuvent être trouvées dans les hémisphères nord et sud, tandis que certains animaux plus gros ne se trouvent qu'à un pôle plutôt qu'aux deux.

## Profils distincts

### Gradient de diversité latitudinale inversé
Les organismes plus grands ont tendance à présenter des gradients de diversité des espèces dépendant de la latitude. On y observe une plus grande biodiversité dans les tropiques et diminuant en direction des régions polaires plus tempérées. En revanche, une étude sur les communautés fongiques des environnements d'intérieurs a révélé que la biodiversité microbienne était significativement plus élevée dans les zones tempérées que sous les tropiques. La fonction même des bâtiments n'a que peu d'effets sur la composition fongique. C'est la distance par rapport à l'équateur et donc la latitude qui est l'indicateur le plus fiable d'une similarité phylogénique des communautés fongiques. Autrement dit, plus on s'éloigne de l'équateur, plus des bâtiments radicalement différents présentent la même composition fongique intérieure. Ainsi, malgré les efforts humains pour contrôler les climats intérieurs par le choix, entre autres, des matériaux et ou équipements, la composition fongique intérieure est plus affectée par des facteurs de positionnement géographiques globaux que par les facteurs humains tels que le design des bâtiments. Cette influence globale de la latitude peut, par exemple, avoir un impact sur des phénomènes environnementaux locaux tels que les pluies, la température extérieure ou la salinité de l'eau. Ces conditions environnementales liées à la latitude ont aussi montré leur impact dans le cas des Acidobacteries.

### Répartitions de latitude antitropicales
Certaines populations microbiennes existent dans des hémisphères opposés et à des latitudes complémentaires. Ces distributions « bipolaires » (ou « antitropicales ») sont beaucoup plus rares chez les macro-organismes ; bien que les macro-organismes présentent des gradients de latitude, «l'isolement par la distance géographique» empêche les distributions bipolaires (par exemple, les ours polaires ne se trouvent pas aux deux pôles). En revanche, une étude sur les bactéries marines de surface a montré non seulement un gradient de latitude, mais aussi des distributions de complémentarité avec des populations similaires aux deux pôles, suggérant aucun « isolement par la distance géographique ». Cela est probablement dû à des différences dans le processus biogéographique sous-jacent, la dispersion, car les microbes ont tendance à se disperser à des taux élevés et sur de longues distances en voyageant dans l'atmosphère.

### Variations saisonnières
La diversité microbienne peut présenter des modèles saisonniers très localisés géographiquement. Cela est en grande partie dû à la dormance, une caractéristique microbienne non observée chez les grands animaux qui permet à la communauté microbienne de faire fluctuer l'abondance relative de sa composition en espèces persistantes (plutôt que des espèces réellement présentes). C'est ce qu'on appelle «l'hypothèse de la banque de graines» et a des implications pour la compréhension de la résilience écologique et des seuils de changement.

## Applications

### Panspermie dirigée
La panspermie suggère que la vie peut être distribuée dans tout l'espace via les comètes, les astéroïdes et les météoroïdes. La panspermie suppose que la vie peut survivre dans un environnement spatial difficile, caractérisé par des conditions de vide, un rayonnement intense, des températures extrêmes et une pénurie de nutriments disponibles. De nombreux micro-organismes sont capables d'échapper à ces facteurs de stress en formant des spores ou en entrant dans un état de dormance à faible métabolisme. Des études en biogéographie microbienne ont même montré que la capacité des microbes à entrer et sortir avec succès de la dormance, lorsque leurs conditions environnementales respectives sont favorables, contribue aux niveaux élevés de biodiversité microbienne observés dans presque tous les écosystèmes. La biogéographie microbienne peut donc être appliquée à la panspermie en ce qu'elle prédit la capacité des microbes à se protéger d'un environnement spatial difficile, à émerger lorsque les conditions sont plus sûres et à entrer en dormance pour améliorer la biodiversité partout où ils peuvent atterrir.
La panspermie dirigée est le transport délibéré de micro-organismes pour coloniser une autre planète. Si l'on vise à coloniser un environnement semblable à la Terre, la biogéographie microbienne peut éclairer les décisions sur la charge utile biologique d'une telle mission. En particulier, les microbes présentent des plages latitudinales selon la règle de Rapoport, qui stipule que les organismes vivant à des latitudes inférieures (près de l'équateur) se trouvent dans des plages de latitudes plus petites que ceux vivant à des latitudes plus élevées (proches des pôles). Ainsi, la charge utile biologique idéale comprendrait des micro-organismes répandus à des latitudes plus élevées qui peuvent tolérer une plus large gamme de climats. Ce n'est pas nécessairement le choix évident, car ces organismes répandus sont également rares dans les communautés microbiennes et ont tendance à être des concurrents plus faibles face aux organismes endémiques. Pourtant, ils peuvent survivre dans une gamme de climats et seraient donc idéaux pour habiter des planètes semblables à la Terre, autrement sans vie, avec des conditions environnementales incertaines. Différentes bactéries ont été cultivées dans des conditions simulant celles de la planète Mars ou d'Encelade. Les extrêmophiles, bien qu'assez résistants pour résister à l'environnement spatial, peuvent ne pas être idéaux pour la panspermie dirigée car toute espèce extrémophile donnée nécessite un climat très spécifique pour survivre. Cependant, si la cible était plus proche de la Terre, comme une planète ou une lune dans notre système solaire, il peut être possible de sélectionner une espèce extrémophile spécifique pour l'environnement cible bien défini.